# NO DOUBT!!! -NO LIMIT-
『NO DOUBT!!! -NO LIMIT-』（ノー・ダウト・ノー・リミット）は、日本のヒップホップユニット・LGYankeesが2008年9月16日にハドソン・ミュージックエンタテインメントから発売したメジャー1枚目（通算2枚目）のオリジナルアルバムである。

## 内容
前作『1 -One-』から約3ヶ月ぶり、オリジナルアルバムとしてはインディーズで発売された『JOINTED 2 HOMIES』から約2年8ヶ月ぶりとなる作品。
初回限定盤と通常盤の2形態で発売され、初回限定盤には特典として「Dear Mama feat. 小田和正」「Eternal」「KO.A.KU.MA feat. Noa」のミュージック・ビデオと、「Eternal」のメイキング映像を収録したDVDが同梱された。また、ボーナス・トラックとして客演参加したClefの「DAYDREAMER feat.LGYankees」が収録されている。
今作発売日に、「Dear Mama feat. 小田和正」のオーケストラバージョンの着うた・着うたフルを配信し、その売上の一部を岩手・宮城内陸地震の被災地である宮城県栗原市に寄付している。
2008年9月29日付けのオリコン週間アルバムチャートで初登場8位を記録した。

## 収録曲
1. Intro
プロデュース：DJ No.2
今作のイントロ。
2. L.S.L II
作詞：LGYankees
プロデュース：DJ No.2
3. PARTY UP!! feat. ShaNa
作詞：LGYankees、ShaNa
プロデュース：NO DOUBT TRACKS
4. Bye for Now
作詞：LGYankees
プロデュース：DJ No.2
5. Eternal
作詞：LGYankees
プロデュース：Ruler
メジャー1stシングルの表題2曲目。
6. Last Summer Day -PARTII- feat. Clef
作詞：LGYankees
プロデュース：DJ No.2
7. Pure Hope
作詞：LGYankees
プロデュース：DJ No.2
8. Drive on a Holiday feat. Noa
作詞：LGYankees、Noa
プロデュース：Ruler
メジャー2ndシングルの表題曲。
9. chEckmaTe feat. EIGHT TRACK
作詞：LGYankees、BUZZ、L-B
プロデュース：DJ No.2
10. Life Goes On feat. 山猿
作詞：LGYankees、山猿
プロデュース：oboro
11. Dear Mama -Interlude-
プロデュース：DJ No.2
今作のインタールード。
12. Dear Mama feat. 小田和正
作詞：LGYankees
プロデュース：DJ No.2
メジャー1stシングルの表題1曲目。
13. Because… feat. 中村舞子
作詞：LGYankees
プロデュース：DJ No.2
14. Outro
プロデュース：DJ No.2
今作のアウトロ。
15. KO.A.KU.MA feat. Noa
作詞：LGYankees、Noa、Gipper
プロデュース：DJ No.2
1stミニアルバム『1 -One-』に収録されていたLGYankees & Gipper名義による楽曲で、今作のボーナストラック。

## 参加ミュージシャン
LGYankees
- HIRO：MC
- RYO：MC
- DJ No.2：Manipulate

Additional Musician
- ShaNa：Guest Vocal (#3)
- Clef：Guest Vocal (#6)
- Noa：Guest Vocal (#8,15)
- BUZZ：Guest Vocal (#9)
- L-B：Guest Vocal (#9)
- 山猿：Guest Vocal (#10)
- 小田和正：Guest Vocal (#12)
- 中村舞子：Guest Vocal (#13)
- Gipper：Guest Vocal (#15)
- 佐橋佳幸：Guitar (#12)